# Calyptronectria platensis
Calyptronectria platensis är en svampart som beskrevs av Speg. 1909. Calyptronectria platensis ingår i släktet Calyptronectria och familjen Melanommataceae.   Inga underarter finns listade i Catalogue of Life.